# محمد فهد سامي
«محمد فهد» سامي محمد احمد (16 أيار 1998 -) لاعب المنتخب الأردني للكراتيه، بدأ ممارسة رياضة الكاراتيه في عام 2005 بمركز صقر قريش وإنضم إلى صفوف المنتخب الأردني للمرة الأولى عام 2013.

## إنجازاته
توج «محمد فهد» بالميدالية البرونزية في بطولة آسيا للكبار عام 2019 في أوزبكستان  كما نال في العام ذاته الميدالية البرونزية في بطولة آسيا تحت 21 عاماً في ماليزيا  وحاز في عام 2017 على الميدالية الفضية في بطولة آسيا تحت 21 عاماً بكازاخستان.
كما احتل «محمد فهد» المركز الثاني على سلم تصنيف لاعبي الكراتيه لفئة وزن تحت 60 كغم لتحت 21 عاماً عام 2017.